# John de Vere, 13. jarl af Oxford
John de Vere, 13. jarl af Oxford KG (8. september 1442 – 10. marts 1513), den anden søn af John de Vere, 12. jarl af Oxford, og Elizabeth Howard, kusine til John Howard, 1. hertug af Norfolk (2. oprettelse), var en af de vigtigste hærførere for Huset Lancaster under Rosekrigene i England.
Han var den øverstbefalende for kong Henrik 7.'s hær i Slaget ved Bosworth Field og førte igen Henriks tropper til sejr i Slaget ved Stoke Field to år senere. Han blev en af de mægtigste mænd i kongens regering.

## Tidlige liv
John de Vere, 13. jarl af Oxford, blev født den 8. september 1442, den anden søn af John de Vere, 12. jarl af Oxford (23. april 1408 – 26. februar 1462), og hans hustru Elizabeth Howard (ca. 1410-1474), datter af Sir John Howard og Joan Walton.
I februar 1462 blev den 12. jarl, hans ældste søn, Aubrey de Vere, og Sir Thomas Tuddenham, den 12. jarls tidligere politiske modstander i Norfolk og nu en Lancaster-loyalist, dømt for højforræderi foran John Tiptoft, 1. jarl af Worcester, rigskonstabel af England for at planlægge en sammensværgelse mod kong Edvard 4. Den 12. jarl blev halshugget på Tower Hill den 26. februar 1462 og begravet i kirken Austin Friars i London. Hans søn Aubrey var blevet halshugget på det samme skafot seks dage tidligere.
I et forsøg på at forlige sig med Lancaster-tro familier, lod kong Edvard John de Vere efterfølge hans far, og den 18. januar 1464 gav han tilladelse til at de Vere kunne overtage kontrollen over hans fars landbesiddelser. Den 26. maj 1465 blev han slået til ridder af Order of the Bath ved kroningen af Edvard 4.'s hustru, Elizabeth Woodville, og optrådte i ceremonien som både Lord Great Chamberlain, i den daværende embedsholder, jarlen af Warwicks fravær, og som kammerherre for dronningen. I november 1468 blev han dog fængslet i Tower of London og tilstod at planlægge en sammensværgelse sammen med Lancaster-støtter mod kongen. Han blev sandsynligvis løsladt inden 7. januar 1469 og modtog en fuld benådning den 5. april samme år. I begyndelsen af juli 1469 havde Oxford imidlertid sluttet sig de utilfredse York-støtter ledet af hans svoger, jarlen af Warwick, og kong Edvards bror, hertugen af Clarence, til Edgecote-feltoget. Efter nederlaget ved Losecoat den 12. marts 1470 flygtede han udlandet til kong Henrik 6.'s hustru, Margrete af Anjous hof. I september 1470 sluttede han sig til Warwick og Clarence i invasionen af England, der gendindsatte Henrik 6. på tronen, og den 13. oktober bar han Sword of State foran Henrik i en procession til St Paul's Cathedral. Han blev udnævnt til Rigskonstabel af England, og i den funktion retsforfulgte og dømte han for højforræderi den 15. oktober den selv samme jarl af Worcester, der i 1462 havde dømt Oxfords egen far og bror.

I marts 1471 forhindrede han Edvard 4.'s hær i at lande i Norfolk og ledte Lancaster-hærens højre flanke under Slaget ved Barnet den 14. april samme år og besejrede Lord Hastings styrker. Denne tidlige succes i slaget blev imidlertid til en katastrofe, da Oxfords styrker begyndte at plyndre. Oxford førte sine mænd tilbage til slaget, men:
de mistede orienteringen i tågen og stødte pludselig på deres egen hær, der forvekslede Vere-stjernen med Edvards sol i glans og mødte dem med en byge af pile. Herefter råbte Oxford og hans mænd "Forræderi! Forræderi" og flygtede.
Efter dette nederlag lykkedes det Oxford at flygte til Skotland med 40 mand ledsaget af hans to brødre, George og Thomas de Vere, og viscount Beaumont. Derefter tog han til Frankrig, hvor han samlede skibe og beskæftigede sig med kapervirksomhed. Selvom han ikke fik frataget sin ære, liv og gods efter at have forladt England i 1471, blev hans landbesiddelser konfiskeret, og hans hustru, Margaret, siges at have været underlagt for store økonomiske vanskeligheder. Den 28. maj 1473 forsøgte Oxford en mislykket landing ved St Osyth i Essex. Den 30. september 1473 indtog han St. Michael's Mount i Cornwall, hvor han blev belejret i nogle måneder af John Fortescue. Efter at de fleste af hans mænd var deserteret, og han var blevet såret i ansigtet af en pil, blev Oxford til sidst tvunget til at overgive sig den 15. februar 1474 sammen med sine to brødre og Beaumont.
Oxford blev fængslet på Hammes Castle nær Calais og fik frataget sin ære, liv og gods i begyndelsen af 1475. På dette tidspunkt blev hans mor, den 12. jarls enke, tvunget til at overgive sin ejendom til hertugen af Gloucester. I 1478 klatrede Oxford op ad Hammes mure og sprang ned i voldgraven, men det er uklart, om dette var et forsøg på flugt eller selvmord. Den nye konge, Richard 3., beordrede ham overført til England den 28. oktober 1484, men inden overførslen kunne gennemføres, var Oxford undsluppet efter at have overtalt kaptajnen på Hammes, Sir James Blount, til at tage med ham for at slutte sig til jarlen af Richmond. Det siges, at Richmond blev "overvældet af utrolig glæde" ved denne begivenhed. Oxford vendte straks tilbage til Hammes for at bringe garnisonen der over på Richmonds side.
Oxford befalede bueskytterne og Henriks fortrop ved hjælp af en formation kaldet Oxford Wedge, som trængte ind i Richards hær i form af en pil under Slaget ved Bosworth, og holdt Richmonds fortrop fast i hårde kampe, hvor John Howard, hertug af Norfolk. og fætter til Oxfords mor, der ledte Richard 3.'s fortrop, blev dræbt. For at fejre Tudor-sejren ved Bosworth beordrede Oxford opførelsen af Church of St. Peter and St. Paul, Lavenham. 

## Tjeneste under Henrik 7.
Ifølge Gunn blev Oxford 'straks anerkendt som en af de mægtigste mænd i Henrik 7.'s styre'. Hans fratagelse af ære, liv og gods blev annulleret, han fik til sine godser og titler tilbage og modtog mange udnævnelser og gavebreve, herunder udnævnelse som Lord Admiral den 21. september, og hovedforvalter for Hertugdømmet Lancaster syd for Trent og konstabel i Tower of London den 22. September 1485. Han blev medlem af statsrådet og blev anerkendt som arve Lord Great Chamberlain af England. Som Lord Great Chamberlain stod han for kroningen af Henrik 7. og Elizabeth af York, idet han bar kongens tog ved kroningen og satte kronen på kongens hoved ved kroningsbanketten. I 1486 blev han slået til ridder af Hosebåndsordenen. Han var til stede ved de fleste store hofbegivenheder og stod gudfar til kongens ældste søn, Arthur, prins af Wales, i 1486 og forrærede sin gudsøn en gave bestående af et vandfade med en kop, alle forgyldt.
Oxfords kampdage var heller ikke forbi. I 1487 ledte han fortroppen ved Stoke, Rosekrigenes sidste slag i. Han var i Pikardiet i 1492 og i 1497 var han en af hærførerne mod Cornish-oprørerne ved Blackheath. Han præsiderede som Lord High Steward ved retssagen mod jarlen af Warwick den 21. november 1499. I 1499 var Oxfords årlige landindkomst steget til 1600 £. Han underholdt kongen regelmæssigt på hans rundrejser. Imidlertid er Sir Francis Bacons historie om, at Henrik 7. pålagde jarlen en enorm bøde for ulovligt at samle mere end det tilladte antal medlemmer af sit følge til at byde kongen velkommen, sandsynligvis af tvivlsom oprindelse.

## De sidste år
Efter kong Henrik 8.'s tronbestigelse fortsatte Oxford i høj gunst og fungerede som Lord Great Chamberlain ved kroningen. Han boede i Wivenhoe og Castle Hedingham i Essex og stod for tilføjelser til det 12. århundredes keep af sidstnævnte og opførte en ny storhal og flere tårne. Hans ridderhjelm er i Bargello i Firenze. Ifølge Gunn havde han 'holdt et fremragende kapelkor' og bestilte Caxtons udgave af The Four Sons of Aymon i 1489. Oxford holdt også et teaterselskab, hvis nedskrevne forestillinger spænder over årene 1492-1499.
Oxford døde den 10. marts 1513 på Castle Hedingham og blev begravet den 24. april i Colne Priory. Han havde ingen afkom fra nogen af sine to ægteskaber og blev efterfulgt som jarl af sin nevø, John de Vere, 14. jarl af Oxford, den anden, men eneste overlevende søn af Sir George Vere, tredje søn af den 12. jarl og hans hustru, Margaret Stafford, datter og arving til Sir William Stafford af Bishop's Frome, Hereford.

## Ægteskaber og familie
Oxford giftede sig først med Margaret Neville, datter af Richard Neville, 5. jarl af Salisbury, og Alice, datter af Thomas Montagu, 4. jarl af Salisbury. Oxfords første hustru var søster til Richard Neville, 16. jarl af Warwick, "Kongemageren", hvilket gjorde Oxford til onkel til Isabel Neville, hertuginde af Clarence som hustru til Georg Plantagenet og Anne Neville, hertuginde af Gloucester og senere dronning af England efter at hendes mand, Richard, var blevet kronet kong Richard 3. Margaret Neville døde mellem den 20. november 1506 og 14. januar 1507.
Oxford giftede sig anden gang med Elizabeth Scrope, enken efter hans kollega William, 2. viscount Beaumont, og datter og medarving af Sir Richard Scrope af Bentley, den anden søn af Henry Scrope, 4. baron Scrope af Bolton, af Eleanor, datter af Norman Washbourne af Wichenford.
De fik ingen børn. Elizabeth, grevinde af Oxford, døde i 1537. Hun boede hovedsageligt på Wivenhoe i Essex, når hun ikke var ved hoffet og blev begravet der. Hun og hendes søster Mary, Lady Kingston, var medlemmer af Katherina af Aragoniens husstanden og drog til Guldbrokadelejren i 1520. De var sørgende ved Jane Seymours begravelse. Grevinden testamenterede et guldkors indeholdende et relikvie af det sande kors til John de Vere, 15. jarl af Oxford.
Jarlen af Oxford siges at have haft en uægte datter, Katherine de Vere (d. efter 20. juni 1504), som blev gift med Sir Robert Broughton, 'en af de rigeste jordejere i England, der ikke var baron'. Broughton udnævnte den 13. jarl til tilsynsførende for sit testamente. 
Sir Robert Broughton og Katherine de Vere fik to sønner og en datter:
- John Broughton (d. 24. januar 1518)[20][21][22] af Toddington, Bedfordshire, der blev gift med Anne Sapcote (d. 14. marts 1559),[23] datter og arving til Sir Guy Sapcote og Margaret Wolston, datter og arving til Sir Guy Wolston,[24] og med hende fik han en søn, John Broughton (d. 1528), og to døtre, Katherine Broughton (d. 23. april 1535), som var den første hustru til William Howard, 1. baron Howard af Effingham,[25][26] og Anne Broughton, der blev gift, som hans anden hustru, med dispensation dateret den 24. maj 1539 med Sir Thomas Cheyney.[27][28][29]
- Robert Broughton.[30]
- Margaret Broughton, som blev gift sig med Henry Everard, som hun fødte flere børn, herunder Elizabeth Everard, der giftede sig med Sir William Clopton (d. 6. oktober 1568) af Liston Hall, Essex.[30][31][32][33]

## Eksterne links
- Testamente af John de Vere, Earl of Oxford, bevist 10. maj 1513, PROB 11/17/379, National Archives Hentet 1. juni 2013
- Testamente afSir Robert Broughton, bevist 10. juli 1507, PROB 11/15/535, National Archives Hentet 1. juni 2013
- Testamente af John Broughton, bevist 4. juni 1519, PROB 11/19/251, National Archives Hentet 1. juni 2013